# 2004–2005-ös NHL-lockout
A 2004–2005-ös NHL-lockout a National Hockey League egyetlen, lockout miatt elmaradt szezonja. A szövetség és a játékosok (a csapatok) nem tudtak megegyezni többek között a játékosok fizetéséről és egyéb pénzügyi tételekről (a csapatok juttatásai, részesedés a tv-közvetítések jogdíjából stb.). Erre a szezonra több nagy sztár európai csapatokban helyezkedett el, például Jason Strudwick és Rob Niedermayer az FTC-be jött játszani.